# George Stack
George Stack (né le 9 mai 1946 à Cork) est un ecclésiastique britannique de confession catholique romaine. Il est ordonné évêque en 2001. Il est d'abord auxiliaire de l'archevêque de Westminster, puis nommé à la tête de l'archidiocèse de Cardiff de 2011 à 2022.

## Carrière
Après ses études au St Aloysius’ College de Highgate, George Stack effectue sa formation au sacerdoce au St Edmund's College de Ware (qui comprenait jusqu'en 1975 un séminaire), de 1966 à 1972. Il est ordonné prêtre le 21 mai 1972 par Victor Guazzelli, évêque auxiliaire de Westminster.
Il a comme premier poste une charge de diacre puis de prêtre assistant à la paroisse Our Lady & St Joseph, de Hanwell, jusqu'en 1975. Il exerce également comme aumônier en hôpital et dans une école.
George Stack reprend ses études de 1974 à 1977, et obtient un Bachelor of Education de l'université de Londres. Il reçoit ensuite une charge de prêtre assistant à la paroisse St Paul the Apostle de Wood Green. Puis en 1983 il prend la direction de la paroisse de Our Lady Help of Christians de Kentish Town.
En 1990, George Stack est nommé vicaire général de l'archidiocèse de Westminster, chargé du clergé, puis administrateur de la cathédrale en 1993. Il est fait prélat d'honneur en 1993.
Le 12 avril 2001, le pape Jean-Paul II le nomme évêque auxiliaire de Westminster. Il est consacré le 10 mai suivant par le cardinal archevêque de Westminster, Cormac Murphy-O'Connor assisté de son auxiliaire Victor Guazzelli et de l'évêque de Leeds David Konstant. Il reçoit le titre d'évêque titulaire de Gemellae-en-Numidie (de). Il est un des premiers chanoines œcuméniques de la cathédrale Saint-Paul de Londres (anglicane).
Le 19 avril 2011, le pape Benoît XVI nomme George Stack archevêque de Cardiff. Son installation se déroule le 20 juin suivant à la Cathédrale Saint-David de Cardiff. Dans son homélie, le nouvel archevêque met l'accent sur la doctrine sociale de l'Église, appelant les fidèles à s'opposer aux "structures d'injustice" qui menacent de priver les individus des moyens d'apporter leur propre contribution à la société.
Le 27 avril 2022, le pape François accepte sa démission pour raison d'âge et le remplace aussitôt par Mark O'Toole.

## Prises de position
En février 2012, alors que le gouvernement du pays de Galles s'apprête à introduire des modifications dans la législation sur le don d'organes, George Stack et les autres évêques catholiques protestent contre le passage du régime de don volontaire à celui de consentement présumé, considérant que cette mesure, si bien intentionnée soit-elle, « met en danger l'éthique positive du don gratuit ». Ils ajoutent que ces mesures débordent le domaine des questions de santé pour entrer dans celui des droits de l'homme, mettant en jeu l'autonomie des individus, et les relations entre l'état et les citoyens.